# Joe Bizera
Joe Bizera (Artigas, 17 de Março de 1980) é um ex-futebolista profissional uruguaio que atuava como zagueiro.

## Carreira
Bizera integrou a Seleção Uruguaia nas Copa Américas de 2001 e 2004 e na Copa do Mundo de 2002.